# 洛克斯施泰特
洛克斯施泰特是德国下萨克森州的一个市镇。总面积141.58平方公里，总人口16048人，其中男性7929人，女性8119人（2011年12月31日），人口密度113人/平方公里。